# Yandex.Disk
Yandex.Disk（俄语：Яндекс.Диск）是Yandex创建的一项云服务，它使用户可以将文件存储在“云”服务器上并与其他人在线共享。该服务基于不同设备之间的数据同步。Yandex.Disk于2012年6月以英语发布。